# Gnjili Potok
Gnjili Potok este un sat din comuna Andrijevica, Muntenegru. Conform datelor de la recensământul din 2003, localitatea are 111 locuitori (la recensământul din 1991 erau 180 de locuitori).

## Demografie
În satul Gnjili Potok locuiesc 85 de persoane adulte, iar vârsta medie a populației este de 41,4 de ani (38,2 la bărbați și 46,1 la femei). În localitate sunt 32 de gospodării, iar numărul mediu de membri în gospodărie este de 3,47.
Populația localității este foarte eterogenă.
|  |

| Demografie | Demografie | Demografie |
| An         | Locuitori  | Locuitori  |
| ---------- | ---------- | ---------- |
|            |            |            |
|            |            |            |
|            |            |            |
|            |            |            |
| 1948       | 325        |            |
| 1953       | 281        |            |
| 1961       | 281        |            |
| 1971       | 262        |            |
| 1981       | 199        |            |
| 1991       | 180        | 178        |
| 2003       | 118        | 111        |

| \| Componența etnică conform recensământului din 2003[2] \| Componența etnică conform recensământului din 2003[2] \| Componența etnică conform recensământului din 2003[2] \| Componența etnică conform recensământului din 2003[2] \| Componența etnică conform recensământului din 2003[2] \| \| ----------------------------------------------------- \| ----------------------------------------------------- \| ----------------------------------------------------- \| ----------------------------------------------------- \| ----------------------------------------------------- \| \| \| \| \| \| \| \| Sârbi \| Sârbi \| \| 72 \| 64,86% \| \| Muntenegreni \| Muntenegreni \| \| 37 \| 33,33% \| \| necunoscută \| necunoscută \| \| 0 \| 0% \| |              |  |    |        |
| Componența etnică conform recensământului din 2003 |              |  |    |        |
| |              |  |    |        |
| Sârbi | Sârbi        |  | 72 | 64,86% |
| Muntenegreni | Muntenegreni |  | 37 | 33,33% |
| necunoscută | necunoscută  |  | 0  | 0%     |